# Harrington (Cumbria)
Harrington è un paese di 5.000 abitanti della contea del Cumbria, in Inghilterra.